# SV Unter-Flockenbach
Der SV 1898 Unter-Flockenbach ist ein Sportverein aus dem Ortsteil Unter-Flockenbach der Gemeinde Gorxheimertal im Landkreis Bergstraße. Der Verein hat zurzeit (Stand 2023) ca. 650 Mitglieder, die in den verschiedenen Abteilungen aktiv sind. Neben der Hauptabteilung Fußball mit drei Herrenteams und einem Frauenteam gibt es noch Abteilungen für Ski, Body Forming, Gymnastik, Boule und Montagskicker. Als bisher größter Erfolg stieg die erste Mannschaft der Herren 2022 und 2024 jeweils in die fünftklassige Hessenliga auf.

## Geschichte der Fußballabteilung
Gründungsdatum des Fußballclubs Unterflockenbach war der 15. September 1922. Am 1. Juli 1927 schlossen sich die Sportler des Fußballclubs Unterflockenbach dem Turnverein 1898 Unterflockenbach an und waren ab diesem Zeitpunkt eine Abteilung im bisher nur im Turnen und in volkstümlichen Disziplinen aktiven Verein. Nach dem Zusammenschluss im Jahre 1927 wurden zunächst Verbandsspiele in einer einklassigen, gemischten Odenwald-/Bergstraßenliga als „Freier Verein“ ausgetragen. Wegen günstigeren Verkehrsverhältnissen schloss sich der Verein dem Badischen Fußballverband an und spielte ab Runde 1946/47 in der Kreisklasse Nord des Fußballkreises Mannheim.
Zwei Jugendtalente, die später in höheren Klassen spielten waren Richard Jöst beim damaligen Oberligaclub FSV Frankfurt und Gerhard Schmitt beim Zweitligisten SV Wiesbaden. Die Fußballer wurden in der Saison 1951/52 Meister der B-Klasse im Kreis Mannheim und stiegen in die A-Klasse auf. Trotz des Abgangs der Spieler, die sich der neuen Fußballabteilung der TG Jahn Trösel anschlossen, wurde die erste Mannschaft Tabellenfünfter der A-Klasse in der Runde 1955/56. Der SV Unter-Flockenbach wechselte ab der Runde 1962/63 nach Hessen. Im Spieljahr 1964/65 wurde in der B-Klasse die Meisterschaft errungen, der Wiederaufstieg in die A-Klasse wurde geschafft, in der Saison 1966/67 folgte wieder der Abstieg in die B-Klasse. 
In der Runde 1969/70 ging es sogar in die C-Klasse, aber nur ein Jahr später wurde der Wiederaufstieg in die B-Klasse gefeiert. Nach nahezu zehn Jahren B-Klasse wurde die erste Mannschaft in der Spielrunde 1980/81 Vizemeister, was den Aufstieg in die A-Klasse bedeutete. Mehrheitlich beschloss die Jahreshauptversammlung eine Frauenfußball-Abteilung zu gründen. Die Frauenmannschaft wurde mit der späteren Nationalmannschaftsspielerin Heidi Mohr Vizemeister. Zum 90-jährigen Jubiläum 1988 musste die 1. Mannschaft nach siebenjähriger Zugehörigkeit zur A-Klasse im Kreis Bergstraße absteigen. Die erste Mannschaft stand am Ende des Spieljahres 1995/96 am Tabellenende, die Fußballer mussten zum zweiten Mal seit dem Bestehen in die C-Klasse absteigen.
1998 ging es zurück in die B-Klasse, es folgten drei weitere Aufstiege in den kommenden vier Jahren bis in die Gruppenliga 2002. 2003 wurde eines der ersten Kunstrasenfelder in der Region auf dem Wetzelsberg installiert. 2004 ging es für ein Jahr eine Klasse nach unten, um im Folgejahr wieder zurückzukehren. Bis 2016 verweilte der SV Unter-Flockenbach in der Gruppenliga Darmstadt. Auf einen Abstieg folgten 2015 Meister Kreisoberliga Bergstraße die nächsten Erfolge. 2019 wurde die Mannschaft Meister der Gruppenliga Darmstadt und drei Jahre später Meister der Verbandsliga Hessen-Süd. Damit stieg die Mannschaft in die Hessenliga auf, musste aber als Viertletzter der Saison 2022/23 prompt wieder absteigen. Nach dem direkten Wiederaufstieg in 2024 folgte 2025 als 15. wieder der direkte Wiederabstieg.

## Erfolge
- Aufstieg in die Hessenliga: 2022, 2024